# Georg Wander (Unternehmer, 1898)
Georg Wander oder Georges Wander (* 5. September 1898 in Bern; † 22. Oktober 1969 ebenda) war ein Schweizer Unternehmer, Pharmazeut und Chemiker, der die Dr. A. Wander AG über mehrere Jahrzehnte führte. Unter seiner Leitung wurde Ovomaltine zu einem weltbekannten Malzgetränk.

## Frühes Leben und Ausbildung
Georg Wander, oft als Georges bezeichnet, wurde am 5. September 1898 als Sohn von Albert Wander (1867–1950) und Georgette Wander-Violeau (1874–1952) geboren. Er wuchs in einer Familie auf, die bereits seit Generationen im pharmazeutischen und diätetischen Bereich tätig war. Nach dem Besuch der Volks- und Mittelschule in Genf, Bern und Zürich studierte Wander Pharmazie und schloss sein Studium mit dem Staatsexamen ab. Anschließend wandte er sich der Chemie zu und promovierte 1925 an der ETH Zürich mit einer Arbeit über das Hesperidin in Pflanzen.

## Karriere bei der Dr. A. Wander AG
Nach seiner Promotion arbeitete Georges Wander zwei Jahre lang in den USA und Grossbritannien in Firmen des Wander-Konzerns. 1927 kehrte er nach Bern zurück, um auf Wunsch seines Vaters die Leitung der Fabrik in Neuenegg zu übernehmen. Diese Fabrik wurde ab 1928 zum Zentrum der diätetischen Abteilung des Unternehmens. Wander leitete die Produktion von Kraftnahrungsmitteln und anderen Artikeln, während sein Vater die Gesamtleitung des Konzerns und die pharmazeutische Abteilung in Bern innehatte.
1928 trat Georges Wander in den Verwaltungsrat der Dr. A. Wander AG ein und blieb dort bis kurz vor der Fusion mit der Sandoz AG im Jahr 1967. Von 1945 bis 1966 war er Präsident des Verwaltungsrates und anschließend Ehrenpräsident. Neben seiner Tätigkeit bei Wander war er auch Mitglied des Verwaltungsrats der Glaro AG, der Holdinggesellschaft des Konzerns.

## Technische und wissenschaftliche Leitung
Nachdem Georges Wander 1928 die technische und wissenschaftliche Leitung des Gesamtbetriebs übernommen hatte, förderte er aktiv die Forschung in den Laboratorien der Firma und an der Universität Bern. 1964 initiierte er die Eröffnung eines neuen Forschungslabors mit 170 Mitarbeitern auf dem Gelände des Stammhauses in Bern. Besonderes Augenmerk legte er auf die pharmazeutische Abteilung, die unter seiner Führung eine bedeutende Expansion erlebte.

## Expansion und neue Produkte
Unter der Leitung von Georges Wander wurde die Ovomaltine zu einem international bekannten Produkt. Die erfolgreiche Vermarktung des Malzgetränks, insbesondere im Bereich des Sports, trug wesentlich zum Wachstum des Unternehmens bei. Wander erweiterte das Produktportfolio um zahlreiche diätetische und pharmazeutische Artikel, darunter Nutromalt, Jemalt, Gloma und Diamalt. In den 1930er und 1940er Jahren wurden zudem neue Produkte wie Militär-Ovomaltine, Nutracid und verschiedene Vitaminpräparate eingeführt.
Die Verlagerung der diätetischen Abteilung von Bern nach Neuenegg im Jahr 1928 erwies sich als strategisch kluger Schritt. Die ländliche Lage ermöglichte den Zugang zu Rohstoffen wie Milch, Gerstenmalz und Eiern, die für die Produktion benötigt wurden. Zudem war die Infrastruktur in Neuenegg in betriebswirtschaftlicher Hinsicht ideal. Die Fabrik wurde in der Folge kontinuierlich ausgebaut und modernisiert, was zu einer erheblichen Steigerung der Produktionskapazitäten führte.

### Malz- und diätetische Produkte
- Ovomaltine (bereits 1904 entwickelt, weitergeführt)
- Nutromalt
- Jemalt
- Gloma
- Diamalt
- Diastafor (seit 1928)
- Maltosan (1929)
- Dawamalt (1933)
- Militär-Ovomaltine / Ovo Sport (1936)

### Pharmazeutische Produkte
- Alucol (1931)
- Alucol flüssig (1950)
- Natrium-Caseinat (1934)
- Lacto-Veguva (1936)
- Vegumine (1940)
- Nutracid (1938)
- Vi-De-Präparate (ab 1942)
- Calcamin (1946)
- Vitaminpräparate (1947–1953)
- PAS (1948)
- Barium Wander (1948)

### Lebensmittel und Nahrungsergänzung
- Gemüsepräparate (1929)
- Backpulver (1942)

### Dessert- und Confiserieprodukte
- Dessert Dawa (1940)
- Flan Dawa (1945)
- Crème Caramel (Dawa) (1947)
- Herbalpina (1947)
- Smaragdzucker (1947)

## Pharmazeutische Innovationen
Georges Wander legte grossen Wert auf die Entwicklung neuer pharmazeutischer Produkte. Unter seiner Leitung wurde die pharmazeutische Abteilung zu einem der wichtigsten Geschäftsbereiche des Unternehmens. Wander investierte stark in die Forschung und Entwicklung von Vitaminpräparaten, darunter Vi-De, Vi-Nicotyl, Vitona-B und Ascorbetten. Diese Produkte trugen dazu bei, das Unternehmen als führenden Anbieter von Vitaminen zu etablieren.
In den 1950er und 1960er Jahren konzentrierte sich die Forschung bei Wander auf fünf Hauptgebiete: Tuberkulose-Therapie, Atemwegserkrankungen, Verdauungs- und Stoffwechselstörungen, Schmerz- und Grippemittel sowie Psychopharmaka. Die Anzahl der hergestellten Präparate wurde von 1306 im Jahr 1939 auf 186 im Jahr 1965 reduziert, was auf eine stärkere Fokussierung auf spezialisierte Produkte hinweist.

## Internationale Expansion
Unter der Führung von Georges Wander und seinem Schwager Hermann Karl Gossweiler (1896–1967) expandierte das Unternehmen international. Gossweiler, der für den Export und den Aufbau von Tochtergesellschaften verantwortlich war, baute ein Netz von Produktionsbetrieben in 23 Ländern und Vertretungen in weiteren Nationen auf. Dies trug dazu bei, dass Wander zu einem global agierenden Unternehmen wurde.

## Soziales Engagement und politische Tätigkeit
Georges Wander war nicht nur ein erfolgreicher Unternehmer, sondern auch ein engagierter Förderer sozialer und wissenschaftlicher Projekte. Er führte das von seinem Vater eingeführte Gewinnbeteiligungsmodell fort und führte 1947 die Mitarbeiteraktie ein, die eine Form der Partnerschaft zwischen Kapital und Arbeit darstellte. Wander unterstützte auch die Gründung von Sozial- und Freizeiteinrichtungen für die Mitarbeiter, darunter Sportanlagen und Bibliotheken.
Neben seiner unternehmerischen Tätigkeit engagierte sich Wander auch politisch. Er war von 1929 bis 1946 Präsident des Dorfgemeinderats von Neuenegg und von 1942 bis 1946 Mitglied des Grossen Rats des Kantons Bern sowie des Nationalrats. Sein politisches Engagement konzentrierte sich auf Fragen der Medizin, Pharmazie und Gesundheit.

## Ehrungen und Vermächtnis
Georges Wander erhielt zahlreiche Ehrungen für seine Verdienste. 1960 wurde ihm der Ehrendoktor der Medizin der Universität Bern verliehen, und 1965 wurde er zum Ehrensenator der Universität Freiburg im Breisgau ernannt. Die Schweizerische Medizinische Akademie ernannte ihn 1969 zum Ehrenmitglied.
Georges Wander starb im Oktober 1969. Er hinterliess ein Unternehmen, das unter seiner Führung zu einem globalen Player in der pharmazeutischen und diätetischen Industrie geworden war. Sein Engagement für Forschung, Innovation und soziale Verantwortung prägte das Unternehmen nachhaltig und sicherte seinen langfristigen Erfolg.